# Bernardin Škunca
Robert Bernardin Škunca (Novalja, 12. studenoga 1937. – Split, 22. prosinca 2024.), bio je hrvatski franjevac, katolički svećenik, liturgičar i pisac. Bio je član Franjevačke provincije sv. Jeronima u Dalmaciji i Istri.

## Životopis
Rođen je 1937. u Novalji, u obitelji Ante i Marije (rođ. Šonje), kao jedno od desetero djece. Trojica braće bili su franjevci.
Školovao se u Nadbiskupskoj klasičnoj gimnaziji u Zadru. U franjevački novicijat ulazi na Košljunu 11. kolovoza 1955., prve zavjete daje 12. kolovoza 1956., a svečane zavjete polaže 15. kolovoza 1959. Unatoč plućnoj bolesti, završio je teologiju u Makarskoj i diplomirao na Teološkome fakultetu u Ljubljani. Za svećenika ga 15. travnja 1963. u Makarskoj zaređuje Frane Franić. Mladu misu slavio je u Novalji na staroslavenskom jeziku.
Magistrirao je pastoralnu teologiju na Katoličkom institutu u Parizu, a doktorirao na Katoličkom bogoslovnom fakultetu u Zagrebu.
Tijekom Domovinskog rata djelovao je u Zadru, te je na mjesnom radiju vodio emisiju „Mir i dobro”.
Predavao je liturgiku i sakralnu umjetnost na Teologiji u Splitu i Visokoj teološko-katehetskoj školi u Zadru, liturgijsku duhovnost na Institutu za kršćansku duhovnost u Zagrebu te Kulturu duha na Sveučilištu u Zadru. Jedan je od osnivača i pročelnik Hrvatskoga institute za liturgijski pastoral u Zadru te glavni urednik mjesečnika Živo vrelo.
Bio je vicepostulator kauze beatifikacije fra Ive Perana i promotor kauze beatifikacije fra Bernardina Sokola.

## Književnost
Napisao je više djela, između ostalih Mirotvorac u Bolonji, Franjo Asiški skladatelj Božje ljepote, Ispovijesti Franje Asiškog, Svetost kao pjesma te Vjeropoj Riječi: Roman esej o fra Bonaventuri Dudi. U djelima je spajao duhovnost, povijest i umjetnost.

## Nagrade
Roman Mirotvorac u Bolonji nagrađen je Nagradom August Šenoa Matice hrvatske 2008. godine.
Dobitnik je Nagrade za životno djelo Grada Zadra (2014.). Počasni je građanin Kaštela.